# Muerte de Caylee Anthony
Caylee Marie Anthony (9 de agosto de 2005 - 16 de junio de 2008) fue una niña estadounidense que vivía en Orlando (Florida), con su madre, Casey Marie Anthony (nacida el 19 de marzo de 1986), y sus abuelos maternos, George y Cindy Anthony.
Su abuela Cindy denunció su desaparición el 15 de julio de 2008. Hizo una llamada al 911 asegurando no haber visto a su nieta en 31 días y que el auto de Casey (su hija) olía a cadáver. Cindy dijo que su hija le había dado varias explicaciones diferentes sobre el paradero de Caylee antes de decirle finalmente que no la había visto en semanas. Casey mintió a los detectives y les dijo que a Caylee la había secuestrado una niñera el 9 de junio y que había estado tratando de encontrarla, demasiado asustada para avisar a las autoridades.
Fue acusada de asesinato en primer grado en octubre de 2008, pero se declaró inocente. El 11 de diciembre de 2008, se encontraron los restos óseos de Caylee, de dos años, con una manta dentro de una bolsa de basura en un área boscosa cerca de la casa de la familia Anthony. Los informes de la investigación y el testimonio en el juicio variaron entre sí la cinta adhesiva que se encontró con el cadáver estaba en el frente del cráneo o si estaba en la boca. El médico forense mencionó la cinta adhesiva como una de las razones por las que calificó la muerte como homicidio, pero determinó oficialmente que se trataba de una "muerte por medios indeterminados".
El juicio duró seis semanas, de mayo a julio de 2011. La fiscalía solicitó la pena de muerte y alegó que Casey deseaba liberarse de las responsabilidades parentales y que asesinó a su hija administrándole cloroformo y tapándole la boca con cinta adhesiva. El equipo de la defensa, dirigido por José Báez, respondió que la niña se había ahogado accidentalmente en la piscina de la familia el 16 de junio de 2008 y que George Anthony se deshizo del cuerpo. La defensa también alegó que Casey mintió debido a una educación disfuncional que, según ellos, incluyó abuso sexual por parte de su padre. La defensa no presentó pruebas de cómo murió Caylee, ni evidencia de que Casey hubiera sufrido abusos sexuales cuando era niña, pero cuestionó cada una de las pruebas de la fiscalía, llamando a gran parte de ellas como "pruebas forenses de fantasía".
Casey no testificó. El 5 de julio de 2011, el jurado determinó que no era culpable de asesinato en primer grado, abuso infantil agravado y homicidio agravado de un infante, pero culpable de cuatro cargos de delito menor por haber dado información falsa a un oficial de la ley. En reconocimiento al tiempo cumplido en la cárcel, fue liberada el 17 de julio de 2011. Un tribunal de apelaciones de Florida revocó dos de las condenas por delitos menores el 25 de enero de 2013.
El veredicto provocó indignación pública; la sentencia recibió críticas y ataques por parte de los medios y los comentaristas legales. Algunos se quejaron de que el jurado no entendió el significado de duda razonable, mientras que otros dijeron que la fiscalía no había podido demostrar de manera concluyente cómo había muerto la víctima. La revista Time describió el caso como "el juicio de redes sociales del siglo".

## Desaparición
Según el padre de Casey, George Anthony, Casey dejó la casa de la familia el 16 de junio de 2008, llevándose a su hija Caylee (que tenía casi tres años) con ella, y no regresó en 31 días. La madre de Casey, Cindy, le pidió repetidamente por teléfono durante el mes ver a Caylee, pero Casey afirmó que estaba demasiado ocupada con una tarea en Tampa, Florida. En otras ocasiones, dijo que Caylee estaba con una niñera, a la que Casey identificó con el nombre de Zenaida "Zanny" Fernández-González, o en parques temáticos o en la playa. También se determinó que realmente existía una mujer llamada Zenaida Fernández-González, pero que nunca había conocido a Casey, ni a Caylee, ni a ningún otro miembro de la familia Anthony, ni a ninguno de los amigos de Casey.
El 13 de julio de 2008, mientras trabajaban en el jardín, Cindy y George Anthony recibieron un aviso de la oficina de correos de una carta certificada. George recogió la carta certificada de la oficina de correos el 15 de julio de 2008 y descubrió que el automóvil de su hija estaba en un estacionamiento. Cuando George recogió el automóvil, tanto él como el asistente del estacionamiento notaron un fuerte olor proveniente del maletero. Más tarde, ambos declararon que creían que el olor era el de un cuerpo en descomposición. Cuando se abrió el maletero, contenía una bolsa de basura, pero no quedaban restos humanos.
Cindy informó a la Oficina del Sheriff del Condado de Orange de que Caylee había desaparecido el 15 de julio. Durante la llamada telefónica, Casey confirmó al operador del 9-1-1 que Caylee había estado desaparecida durante 31 días. Con voz angustiada, Cindy dijo: "Hay algo mal. He encontrado el auto de mi hija hoy y huele a que ha habido un cadáver en el maldito auto".

## Caso
Cuando el detective Yuri Melich, del Departamento del Sheriff del Condado de Orange, comenzó a investigar la desaparición, encontró discrepancias en la declaración firmada de Casey. Cuando se le preguntó, la madre dijo que a Caylee la había secuestrado Zenaida Fernández-González, a quien también identificó como "Zanny", la niñera de Caylee. Aunque Casey había hablado de ella, su familia y sus amigos nunca habían visto a Zanny, que ni siquiera era niñera. Casey también le dijo a la policía que trabajaba en Universal Studios, mentira que le había contado a sus padres durante años. Los investigadores llevaron a Casey a Universal Studios el 16 de julio de 2008, el día después de que Caylee fue reportada como desaparecida, y le pidieron que les mostrara su oficina. Casey condujo a la policía un tiempo por las instalaciones antes de admitir que había sido despedida años antes.
Casey fue arrestada por primera vez el 16 de julio de 2008 y al día siguiente fue acusada de hacer declaraciones falsas a las fuerzas del orden público, de negligencia infantil y de obstrucción de una investigación penal. El juez le negó la libertad bajo fianza, argumentando que había mostrado "un lamentable desprecio por el bienestar de su hija". El 22 de julio de 2008, después de una audiencia para fijar la fianza, el juez la fijó en 500 000 dólares. El 21 de agosto de 2008, tras un mes de encarcelamiento, fue liberada de la cárcel del Condado de Orange después de que el sobrino del fiador de fianzas de California depositara su fianza de 500 000 dólares con la esperanza de que cooperara y se encontrara a Caylee.
El 11, 12 y 13 de agosto de 2008, Roy Kronk, lector de contadores, dio aviso a la policía sobre un objeto sospechoso encontrado en un área boscosa cerca de la residencia de los Anthony. En primera instancia, la oficina del sheriff le indicó que llamara a la línea de información, lo cual hizo, sin recibir ninguna llamada de respuesta. El segundo día, volvió a llamar a la oficina del sheriff y fue finalmente atendido por dos policías. Les informó de que había visto lo que parecía ser una calavera cerca de una bolsa gris. En esa ocasión, el agente realizó una breve búsqueda y declaró que no vio nada. 
El 11 de diciembre de 2008, Kronk volvió a llamar a la policía. Buscaron y encontraron los restos de un niño en una bolsa de basura. Los equipos de investigación recuperaron la cinta adhesiva que colgaba del cabello adherido al cráneo y algunos tejidos que quedaban en el cráneo. Durante los siguientes cuatro días, se encontraron más huesos en el área boscosa cerca del lugar donde se habían descubierto inicialmente los restos. El 19 de diciembre de 2008, la médico forense Jan Garavaglia confirmó que los restos encontrados eran los de Caylee Anthony. La muerte se consideró un homicidio, aunque la causa de la muerte figura como indeterminada.

## Detenciones y cargos
La fiscalía ofreció el 29 de julio de 2008 un acuerdo de inmunidad limitada a Casey relacionado con "las declaraciones falsas dadas a la policía sobre la ubicación de su hija", que se renovaba el 25 de agosto y que expiraba el 28 de agosto. Ella no lo aceptó.
El 5 de septiembre de 2008, fue puesta de nuevo en libertad bajo fianza de todos los cargos pendientes después de haber sido equipada con un dispositivo de seguimiento electrónico. Sus padres, Cindy y George Anthony, le pagaron la fianza de 500 000 dólares firmando un pagaré.
El 14 de octubre de 2008, un gran jurado acusó a Casey Anthony de asesinato en primer grado, abuso infantil agravado, homicidio agravado de un niño y cuatro cargos de proporcionar información falsa a la policía. Más tarde fue arrestada. El juez John Jordan ordenó que la detuvieran sin fianza. El 21 de octubre de 2008, se retiraron los cargos de negligencia infanti contra Casey, según la Oficina del Fiscal del Estado porque "[como] las pruebas demostraron que la niña había fallecido, el Estado solicitaba una acusación por los cargos legalmente apropiados". El 28 de octubre, se juzgó a Casey Anthony, que se declaró inocente de todos los cargos.
El 13 de abril de 2009, los fiscales anunciaron que planeaban pedir la pena de muerte en el caso.

### Pruebas
Se presentaron cuatrocientas pruebas. Se recuperó un mechón de cabello del maletero del auto de Casey, que era microscópicamente similar al cabello tomado del cepillo de Caylee. El mechón mostraba "bandas de raíz", en las cuales las raíces del cabello formaban una banda oscura después de la muerte, que era consistente con el cabello de un cadáver.
Kronk, quien descubrió los restos, repitió la misma historia que le había contado a la policía. El viernes 24 de octubre de 2008, un informe forense de Arpad Vass del Laboratorio Nacional de Oak Ridge juzgó que los resultados de una espectroscopia de plasma inducido por láser (llamado LIBS) realizada en el maletero del automóvil de Casey Anthony mostraban compuestos químicos "consistentes con un proceso de descomposición" basado en la presencia de cinco compuestos químicos clave de más de 400 posibles compuestos químicos que el grupo de investigación de Vass considera típicos de descomposición. Los investigadores declararon que el maletero olía fuertemente a descomposición humana, pero que la descomposición no aparecía a escala de laboratorio. El test de Daubert no confirmó el proceso en los tribunales. El grupo de Vass también declaró que había cloroformo en el maletero del automóvil.
En octubre de 2009, los funcionarios publicaron 700 páginas de documentos relacionados con la investigación de la familia Anthony, incluidos registros de búsquedas en Google de los términos "romper el cuello" y "cómo hacer cloroformo" en una computadora de Casey, presentados por los fiscales como prueba del crimen.
Según los detectives, la prueba de la escena del crimen incluía el residuo de una pegatina en forma de corazón que se encontraba en la cinta adhesiva colocada sobre la boca de Caylee. Sin embargo, el laboratorio no pudo fotografiar una forma de corazón después de que la cinta adhesiva fuera sometida a pruebas de tinte. Una manta encontrada en la escena del crimen coincidía con la ropa de cama de Caylee en la casa de sus abuelos.
Entre las fotos que se presentaron como pruebas del crimen se encontraba una de la computadora de Ricardo Morales, un exnovio de Casey Anthony, que mostraba un póster con el título "Véncela con cloroformo".
La fiscalía utilizó el software del testigo John Dennis Bradley, desarrollado para investigaciones informáticas, para indicar que se habían realizado extensas búsquedas informáticas de la palabra "cloroformo" (84 veces), sugiriendo que Casey Anthony había planeado el asesinato. Más tarde, se descubrió que un fallo en el software leía mal los datos forenses y que la palabra "cloroformo" se había buscado solo una vez y que el sitio web en cuestión ofrecía información sobre el uso de cloroformo en el siglo XIX (ver más abajo).

### Abogados y jurado
La fiscal principal en el caso fue la fiscal estatal adjunta Linda Drane Burdick. Los fiscales estatales adjuntos Frank George y Jeff Ashton completaron el equipo de la acusación. El abogado principal de la defensa fue José Báez, un abogado de defensa penal de Florida. Los abogados J. Cheney Mason, Dorothy Clay Sims y Ann Finnell se desempeñaron como co-abogados. Durante el juicio, el abogado Mark Lippman representó a George y Cindy Anthony.
La selección del jurado comenzó el 9 de mayo de 2011, en el Centro de Justicia Criminal del Condado de Pinellas en Clearwater, Florida, porque el caso había tenido una amplia repercusión en el área de Orlando. Los miembros del jurado fueron traídos del condado de Pinellas a Orlando. La selección del jurado tardó más de lo esperado y terminó el 20 de mayo de 2011, con doce jurados y cinco suplentes juramentados. El conjunto estaba formado por nueve mujeres y ocho hombres. El juicio duró seis semanas, durante las cuales el jurado fue aislado para evitar la influencia de la información disponible fuera de la sala del tribunal.

### Declaraciones de apertura
El juicio comenzó el 24 de mayo de 2011, en el Palacio de Justicia del Condado de Orange, con la presidencia del juez Belvin Perry. En las declaraciones de apertura, la fiscal principal Linda Drane Burdick describió la historia de la desaparición de Caylee Anthony día a día. La fiscalía alegó asesinato intencional y pidió la pena de muerte contra Casey Anthony. Los fiscales declararon que Casey Anthony usó cloroformo para dejar inconsciente a su hija antes de colocar cinta adhesiva sobre su nariz y boca para asfixiarla, y dejó el cuerpo de Caylee en el maletero de su automóvil durante unos días antes de deshacerse de él. Caracterizaron a Casey Anthony como una amante de las fiestas que mató a su hija para liberarse de la responsabilidad parental y disfrutar de su vida personal.
La defensa, dirigida por José Báez, afirmó en declaraciones iniciales que Caylee se ahogó accidentalmente en la piscina de la familia el 16 de junio de 2008, y fue encontrada por George Anthony, quien le dijo a Casey que pasaría el resto de su vida en la cárcel por negligencia infantil y luego procedió a encubrir la muerte de Caylee. Báez argumentó que esta es la razón por la cual Casey Anthony siguió con su vida y no informó del incidente durante 31 días. El abogado alegó que Casey tenía el hábito de toda una vida de ocultar su dolor y fingir que nada iba mal porque George Anthony había abusado sexualmente de ella desde que tenía ocho años y su hermano Lee también había intentado agredirla. Báez cuestionó si Roy Kronk, el lector de contadores que encontró los huesos, acaso los había sacado de otro lugar, y además alegó que la investigación del departamento de policía estaba comprometida por su deseo de alimentar un frenesí mediático sobre el asesinato de un niño, en lugar del más mundano ahogamiento. Admitió que Casey había mentido acerca de que había una niñera llamada Zenaida Fernández-González.

### Declaración de los testigos
Los fiscales llamaron a George Anthony como primer testigo, que negó haber abusado sexualmente de su hija Casey. George Anthony testificó que no olió nada parecido a la descomposición humana en el auto de Casey cuando ella lo visitó el 24 de junio, pero que sí olió algo similar al recoger el auto el 15 de julio. Cindy Anthony testificó que su comentario al 9-1-1 de que el auto de Casey olía "como si hubiera un muerto en él" fue solo una "figura retórica".
Báez le preguntó a una analista del FBI sobre la prueba de paternidad del FBI para ver si Lee era el padre de Caylee. La analista dijo al jurado que la prueba había resultado negativa. Con respecto a una foto en la computadora de Ricardo Morales, exnovio de Casey Anthony, que mostraba un póster con el título "Véncela con cloroformo", Morales dijo que la foto estaba en su página de Myspace y que nunca había hablado de cloroformo con Casey Anthony o buscado la palabra en su computadora.
La fiscalía llamó a John Dennis Bradley, exagente de la ley canadiense que desarrollaba software para investigaciones informáticas, para analizar un archivo de datos desde un escritorio tomado de una computadora de la casa de Casey Anthony. Bradley dijo que pudo usar un programa para recuperar búsquedas eliminadas del 17 y del 21 de marzo de 2008, y que alguien buscó en el sitio web Sci-spot.com "cloroformo" 84 veces. Bajo el interrogatorio de la defensa, Bradley estuvo de acuerdo en que había dos cuentas individuales en el escritorio y que no había forma de saber quién realizó realmente las búsquedas.
Jason Forgey, adiestrador de perros policías, testificó que Gerus, un pastor alemán certificado en 2005, señaló una alerta elevada de descomposición humana en el maletero del auto de Casey: el perro policía había hecho búsquedas en el mundo real que sumaban "más de tres mil horas". Durante el interrogatorio, Báez argumentó que los resultados de búsqueda del perro eran solo "rumores". La sargento Kristin Brewer también testificó que su compañero controlador de perros policía, Bones, también había señalado descomposición en el patio trasero durante una búsqueda en julio de 2008. Sin embargo, ninguno de los perros policía pudo detectar la descomposición durante una segunda visita a la casa de Anthony Brewer; explicó que esto se debía a que todo lo que había estado en el patio se había movido o a que el olor ya se había disipado.
La fiscalía llamó a la forense Jan Garavaglia, quien testificó que ella determinó que la forma de muerte de Caylee era homicidio, pero lo identificó como "muerte por medios indeterminados". Garavaglia tuvo en cuenta la prueba física presente en los restos que examinó, así como toda la información disponible sobre la forma en que fueron encontrados y lo que le habían dicho las autoridades, antes de llegar a su determinación. "Sabemos por nuestras observaciones que hay peligro de juego sucio cuando un niño con lesiones no ha sido reportado a las autoridades" dijo Garavaglia. "Ningún niño debe tener cinta adhesiva en [la parte inferior de] su cara cuando muere". Además, Garavaglia abordó la prueba del cloroformo encontrada por los investigadores dentro del maletero del auto de Casey, testificando que incluso una pequeña cantidad de cloroformo sería suficiente para causar la muerte de un niño.
Michael Warren, fiscal de la Universidad de Florida y director del laboratorio de identificación humana, fue presentado por la fiscalía para presentar una animación por computadora de la forma en que la cinta adhesiva se podría haber utilizado en la muerte de la niña, lo que la defensa se negó a ver. El juez Perry, después de un breve receso para revisar, decidió que se le enseñase el vídeo al jurado. La animación presentaba una foto de Caylee tomada junto a Casey, superpuesta con una imagen del cráneo descompuesto de Caylee, y otra con la tira de cinta adhesiva que se recuperó con sus restos. Las imágenes se juntaron lentamente mostrando que la cinta adhesiva podría haber cubierto su nariz y boca. Báez declaró: "Esta repugnante superposición no es más que una fantasía. Están tirando cosas contra la pared y viendo si se pegan". Se vio a los miembros del jurado tomar nota de las imágenes, y Warren testificó que era de la opinión de que la cinta adhesiva encontrada con el cráneo de Caylee se colocó allí antes de que su cuerpo comenzara a descomponerse.
La examinadora de huellas latentes del FBI Elizabeth Fontaine testificó que durante las pruebas ultravioleta se encontró un adhesivo en forma de corazón en una esquina del trozo de cinta adhesiva que cubría parte de la boca de los restos de Caylee. También examinó tres trozos de cinta adhesiva encontrada en los restos de Caylee en busca de huellas dactilares, y dijo que no encontró huellas dactilares, pero que no lo esperaba, dados los meses que la cinta y los restos habían estado al aire libre y expuestos a los elementos, enfatizando que cualquier sustancia o sudor de los dedos de una persona se habría deteriorado hacía mucho tiempo. Aunque Fontaine mostró los hallazgos a su supervisor, inicialmente no intentó fotografiar el adhesivo en forma de corazón, explicando: "Cuando observo algo inesperado, lo anoto y continúo con mi análisis". Durante el interrogatorio de la defensa, Fontaine explicó que cuando examinó la prueba del adhesivo por segunda vez, después de someter la cinta a pruebas de tinte, "ya no era visible". Dijo que también otros agentes del FBI habían examinado la cinta adhesiva mientras tanto.
La defensa llamó a dos testigos del gobierno que contrarrestaron el testimonio de los testigos de cargo sobre la cinta adhesiva. El investigador jefe del médico forense declaró que la colocación original de la cinta adhesiva no estaba clara y que podría haber cambiado de posición mientras se recogían los restos. Cindy Anthony testificó que su familia enterraba a sus mascotas entre mantas y en bolsas de plástico, usando cinta adhesiva para sellar la abertura. Además, un examinador forense de documentos del FBI no encontró evidencia de ninguna pegatina o residuo de pegatina en la cinta adhesiva que se encontró cerca de los restos del niño.
La defensa llamó al patólogo forense Dr. Werner Spitz, quien realizó una segunda autopsia en Caylee después de la que había realizado la doctora Garavaglia e impugnó el informe de la autopsia de Garavaglia. Dijo que era una autopsia "de mala calidad", y que fue un error que el cráneo de Caylee no se abriera y examinara durante su examen. "Es necesario examinar todo el cuerpo en una autopsia", dijo. Spitz declaró que no se le permitía estudiar la autopsia inicial de Garavaglia sobre los restos de Caylee, y que, desde su propia autopsia de seguimiento, no podía dictaminar que la muerte del niño fuera un homicidio. Dijo que no podía determinar cuál era la forma de muerte de Caylee, y que no había encontrado indicios de que fuera asesinado. Además, Spitz testificó que creía que la cinta adhesiva encontrada en el cráneo de Caylee se colocó allí después de que el cuerpo se descompuso, opinando que si se hubiera colocado cinta adhesiva en la piel, debería haber quedado ADN en ella, y sugirió que alguien podría haber puesto en la escena algo que apareció en las fotos de la escena del crimen. "La persona que tomó esta foto, la persona que preparó esto, puso el pelo allí", dijo Spitz. Cuando Ashton le preguntó durante el interrogatorio, "¿Entonces su testimonio es que personal del médico forense tomó el cabello que no estaba en el cráneo y lo colocó allí?" Spitz respondió: "No sería la primera vez, señor, yo puedo contarle algunas historias de horror sobre eso".
El 21 de junio, Bradley descubrió que un fallo en su software leía mal los datos forenses y que la palabra "cloroformo" había sido buscada solo una vez y el sitio web en cuestión ofrecía información sobre el uso de cloroformo en el siglo XIX. El 23 de junio, Báez llamó a Cindy Anthony al estrado, y le dijo al jurado que ella había sido la que realizó la búsqueda de "cloroformo" en la computadora familiar en marzo de 2008. La fiscalía alegó que solo Casey podría haber realizado esta búsqueda y las demás porque ella era la única que estaba en casa en ese momento. Cuando los fiscales le preguntaron cómo podría haber hecho búsquedas en Internet cuando sus registros de empleo mostraban que estaba en el trabajo, Casey Anthony dijo que, a pesar de lo que indicaba su hoja de asistencia al trabajo, estaba en casa durante estos períodos porque dejó el trabajo temprano durante los días en cuestión. Bradley alertó a la fiscal Linda Burdick y al sargento Kevin Stenger, de la Oficina del Sheriff, el fin de semana del 25 de junio sobre la discrepancia en su software y se ofreció a volar a Orlando a su propio costo para mostrarlo. El mismo día, el juez suspendió temporalmente los procedimientos cuando la defensa presentó una moción para determinar si Casey Anthony era competente para seguir con el juicio. La moción establecía que la defensa había recibido una comunicación privilegiada de su cliente que les hizo creer que "... La Sra. Anthony no es competente para ayudarse y ayudar en su propia defensa". El juicio se reanudó el 27 de junio cuando el juez anunció que los resultados de las evaluaciones psicológicas mostraron que Anthony era competente para poder proceder. Más tarde, en un testimonio sobre muestras de aire, el Dr. Ken Furton, profesor de química en la Universidad Internacional de Florida, declaró que no hay consenso sobre qué productos químicos son típicos de la descomposición humana. El juez Perry dictaminó que el jurado no podría oler las muestras de aire tomadas del maletero.
El 27 de junio, la defensa llamó a dos investigadores privados que, en noviembre de 2008, registraron el área donde más tarde se encontró el cuerpo. La búsqueda se grabó en vídeo, pero no se encontró nada. El 28 de junio, la defensa llamó a declarar al jefe del equipo Texas EquuSearch que realizó dos búsquedas en la zona y no encontró ningún cuerpo. La defensa llamó a Roy Kronk, que relató de nuevo la misma historia que le contó a la policía sobre su descubrimiento de los restos de Caylee Anthony en diciembre de 2008. Reconoció haber recibido 5000 USD después de que se identificaron los restos, pero negó haberle dicho a su hijo que encontrar el cuerpo lo haría rico y famoso. Al día siguiente, su hijo testificó que había hecho tales declaraciones.
El 30 de junio, la defensa llamó a declarar a Krystal Holloway, voluntaria en la búsqueda de Caylee, quien declaró que había tenido una aventura con George Anthony, que él había estado en su casa y que le había enviado un mensaje de texto: "Solo pienso en ti... Te necesito en mi vida". También le dijo a la defensa que George Anthony le había dicho que la muerte de Caylee fue "un accidente que se descontroló". Bajo el interrogatorio de los fiscales, señalaron su declaración policial jurada en la que había dicho que George Anthony creía que era un accidente, en lugar de saber que lo era. En su informe inicial, Holloway informó que George Anthony dijo: "Realmente creo que fue un accidente que salió mal y (Casey Anthony) intentó encubrirlo". Durante el interrogatorio, Báez le preguntó a Holloway si George Anthony le había dicho que Caylee había muerto mientras declaraba públicamente que estaba desaparecida, a lo que ella respondió que sí.
En su testimonio anterior, George Anthony negó la aventura con Holloway y dijo que la visitó solo porque estaba enferma. Dijo que envió el mensaje de texto porque necesitaba a todos los que habían ayudado. Después del testimonio de Holloway, el juez Perry le dijo al jurado que podría usarse para acusar a la credibilidad de George Anthony, pero que no era una prueba de cómo murió Caylee y/o evidencia de la culpabilidad o inocencia de Casey Anthony.
La fiscalía dio por finalizado el caso el 15 de junio, después de haber llamado a 59 testigos para 70 testimonios diferentes. La defensa finalizó el caso el 30 de junio, después de haber llamado a 47 testigos para 63 testimonios diferentes. Casey Anthony no testificó.

### Argumentos finales
Los argumentos de cierre se escucharon el 3 y 4 de julio. Jeff Ashton, por la fiscalía, le dijo al jurado: "Cuando tienes un hijo, se convierte en tu vida". Este caso trata sobre el choque entre esa responsabilidad y las expectativas que conlleva, y la vida que Casey Anthony quería tener". Describió el caso del estado contra Casey, mencionando sus muchas mentiras a sus padres y a otros, el olor en el maletero de su auto, identificado por varios testigos, incluido su propio padre, como el olor de la descomposición humana, y los artículos encontrados con el esqueleto de Caylee en diciembre de 2008. Hizo hincapié en cómo Casey "mantiene sus mentiras hasta que ya no se puedan mantener" y luego las reemplaza con otra mentira, usando "Zanny the Nanny" como ejemplo. Anthony le dijo repetidamente a la policía que Caylee estaba con la niñera que identificó específicamente como Zenaida Fernández-González. Sin embargo, la policía nunca pudo encontrar a la niñera. Las autoridades encontraron a una mujer llamada Zenaida Fernández-González, pero ella negó haber conocido a los Anthonys.
Ashton reintrodujo los artículos encontrados con los restos de Caylee, incluida una manta de Winnie the Pooh que combinaba con la ropa de cama en la casa de sus abuelos en una bolsa de lavandería. "Esa bolsa es el ataúd de Caylee", dijo Ashton, sosteniendo una fotografía de la bolsa de la ropa, mientras Casey reaccionaba con emoción. Además, criticó la teoría de la defensa de que Caylee se ahogó en la piscina de Anthony y que Casey y George entraron en pánico al encontrar el cuerpo de la niña y encubrieron su muerte. Aconsejó a los miembros del jurado que usaran su sentido común al decidir el veredicto. "Nadie hace que un accidente parezca asesinato", dijo.
Antes de concluir los argumentos, el juez Perry dictaminó que la defensa podría argumentar que se produjo un ahogamiento debido a conclusiones razonables ayudadas por el testimonio de testigos, pero que no estaba permitido argumentar abuso sexual, ya que no había nada que respaldara la afirmación de que George abusó sexualmente de Casey. Báez comenzó afirmando que había contradicciones en las pruebas forenses de la fiscalía, diciendo que se basaban en una "fantasía". Le dijo al jurado que la fiscalía quería que vieran manchas e insectos que realmente no existían, que no habían demostrado que las manchas en el maletero del auto de Anthony fueran causadas por el cuerpo en descomposición de Caylee, en lugar de por la bolsa de basura que se encontró allí. Agregó que los fiscales trataron de hacer que su cliente pareciera una mentirosa promiscua porque su evidencia era débil. Dijo que el ahogamiento es "la única explicación que tiene sentido" y mostró al jurado una fotografía de Caylee abriendo la puerta corrediza de vidrio de la casa ella sola. Hizo hincapié en que no había cerraduras de seguridad para niños en el hogar y que los padres de Casey, George y Cindy, testificaron que Caylee podría salir fácilmente de la casa. Aunque Cindy testificó que Caylee no podía poner la escalera al costado de la piscina y subir, Báez alegó que Cindy pudo haber dejado la escalera la noche anterior. "Ella no admitió haberlo hecho en el testimonio", dijo, "pero ¿cuánta culpa tendría ella sabiendo que ella fue quien dejó la escalera ese día allí?".
El abogado defensor José Báez dijo al jurado que su mayor temor era que basaran su veredicto en las emociones, no en la evidencia. "La estrategia detrás de eso es, si la odias, si crees que es una puta mentirosa, que no es una buena persona, entonces comenzarás a ver esta evidencia bajo una luz diferente", dijo. "Yo dije al comienzo de este caso que se trataba de un accidente que se descontroló... Lo que lo hizo único no es lo que sucedió, sino a quién le sucedió ". Explicó que el comportamiento de Casey Anthony era el resultado de su disfuncional situación familiar. En un momento mientras Báez hablaba, Ashton se podía ver sonriendo o riéndose detrás de sus manos. Esto llevó a Báez a referirse a él como "este tipo que se ríe aquí". El juez convocó a una conferencia y luego a un receso. Cuando se reanudó el juicio, castigó a ambas partes, diciendo que Ashton y Báez habían violado su orden de que ninguna de las partes debería hacer comentarios despectivos sobre los abogados opositores. Después de que ambos abogados se disculparon, el juez aceptó las disculpas pero advirtió que una recurrencia haría que el abogado infractor fuera excluido de la sala del tribunal.
El abogado defensor Cheney Mason siguió luego con un argumento de cierre adicional. Dirigiéndose al jurado para discutir los cargos contra Casey Anthony. "La carga recae sobre los hombros de mis colegas en la oficina del fiscal del estado", dijo Mason, refiriéndose a que debían demostrar que Casey Anthony cometió un delito. Mason dijo que los jurados están obligados, les guste o no, a encontrar a la acusada no culpable si el estado no prueba adecuadamente su caso contra Casey Anthony. Mason enfatizó que la carga de la prueba recae en el estado, y que la decisión de Casey Anthony de no testificar no es una implicación de culpa.
La fiscal principal, Linda Drane Burdick, en la réplica de la acusación dijo: "Mi mayor temor es que se pierda el sentido común en toda la retórica del caso", dijo, e insistió en que nunca le pediría al jurado que tomara una decisión basada en la emoción sino en la evidencia. "Las respuestas a la culpa son tan predecibles", afirmó. "¿Qué hacen los culpables? Mienten, evitan, corren, engañan... desvían la atención de sí mismos y actúan como si nada estuviera mal". Sugirió que la bolsa de basura en el maletero del automóvil era un "señuelo" puesto allí para evitar que la gente sospechara del olor del automóvil cuando lo dejó abandonado en un puesto de estacionamiento directamente al lado de un contenedor de basura en un estacionamiento de Amscot. "¿Quién tendría una vida mejor sin Caylee?" preguntó, enfatizando cómo George y Cindy Anthony se preguntaban dónde estaban su hija y su nieta en junio y julio de 2008, al mismo tiempo que Casey se quedaba en el apartamento de su novio mientras el cuerpo de Caylee se descomponía en el bosque. "Esa es la única pregunta que debemos responder al considerar por qué Caylee Marie Anthony quedó muerta a un lado de la carretera". Burdick luego le mostró al jurado una pantalla dividida con una foto de Casey de fiesta en un club nocturno a un lado y un primer plano del tatuaje de "Bella Vita" (que significa "vida hermosa") que se hizo semanas después de que Caylee muriera.

### Veredicto y sentencia
El 5 de julio de 2011, el jurado determinó que Casey no era culpable de los cargos uno al tres en relación con el asesinato en primer grado, el homicidio agravado de un niño y el abuso infantil agravado, mientras la encontraba culpable en los cargos cuatro a siete por proporcionar información falsa a la policía:
El juez Perry sentenció a Casey a un año de prisión en la cárcel del condado y a multas de 1000 USD por cada uno de los cuatro cargos de proporcionar información falsa a un oficial de la ley, la pena máxima prescrita por ley. Recibió 1043 días de crédito por el tiempo cumplido, más crédito adicional por buen comportamiento, lo que resultó en su liberación el 17 de julio de 2011. Casey Anthony presentó un aviso de apelación el 15 de julio de 2011.
En septiembre de 2011, el juez Perry, cumpliendo con el estatuto de Florida que exige que los jueces evalúen los costos de investigación y procesamiento si lo solicita una agencia estatal, dictaminó que Casey Anthony debía pagar 217 000 USD al estado de Florida. Dictaminó que tenía que pagar los costos directamente relacionados con mentirle a las fuerzas del orden público sobre la muerte de Caylee, incluidos los costos de búsqueda solo hasta el 30 de septiembre de 2008, cuando la oficina del sheriff dejó de investigar el caso de desaparición de la niña. En argumentos anteriores, Mason había llamado a los intentos de los fiscales para exigir la suma mayor "uvas agrias" porque la fiscalía perdió su caso. Les dijo a los periodistas que Anthony era indigente.
En enero de 2013, un tribunal de apelaciones de Florida redujo las condenas de cuatro a dos cargos. Su abogado había argumentado que sus falsas declaraciones constituían un solo delito; sin embargo, la corte de apelaciones señaló que Casey dio información falsa durante dos entrevistas policiales separadas con varias horas de diferencia.

## Cobertura mediática
El caso atrajo enormemente la atención de los medios nacionales y fue durante mucho tiempo el tema principal de muchos programas de televisión, incluidos los presentados por Greta Van Susteren, Nancy Grace y Geraldo Rivera. Ha aparecido en America's Most Wanted (Fox),Dateline (NBC) y 20/20 (ABC). Nancy Grace se refirió a Casey Anthony como la "pequeña madre"  e instó al público a dejar que "los profesionales, los psiquiatras y la policía" hiciesen su trabajo.
Los padres de Casey Anthony, Cindy y George, aparecieron en The Today Show el 22 de octubre de 2008. Mantuvieron su creencia de que Caylee estaba viva y sería encontrada. Larry Garrison, presidente de SilverCreek Entertainment, fue su portavoz hasta que renunció en noviembre de 2008, por el "comportamiento errático de la familia Anthony".
Más de 6000 páginas de pruebas publicadas por el Departamento del Sheriff del Condado de Orange, incluidos cientos de mensajes instantáneos entre Casey y su exnovio Tony Rusciano, fueron objeto de un mayor escrutinio por parte de los medios de comunicación en busca de pistas y posibles motivos en el homicidio. Fuera de la casa de los Anthony, WESH TV 2 informó de que los manifestantes gritaban repetidamente "asesina de bebés"  y de que George Anthony fue atacado físicamente. George Anthony fue reportado como desaparecido el 22 de enero de 2009, después de que no se presentara a una reunión con su abogado, Brad Conway. George fue encontrado en un hotel de Daytona Beach al día siguiente después de enviar mensajes a familiares amenazando con suicidarse. Fue llevado al Hospital Halifax para evaluación psiquiátrica y luego dado de alta.